# Yuecheng (socken i Kina)
Yuecheng (kinesiska: 岳程街道, 岳程) är en socken i Kina. Den ligger i provinsen Shandong, i den östra delen av landet, omkring 200 kilometer sydväst om provinshuvudstaden Jinan. Antalet invånare är 58944. Befolkningen består av 29 122 kvinnor och 29 822 män. Barn under 15 år utgör 17,0 %, vuxna 15-64 år 74 %, och äldre över 65 år 8,0 %.
Genomsnittlig årsnederbörd är 726 millimeter. Den regnigaste månaden är juli, med i genomsnitt 208 mm nederbörd, och den torraste är januari, med 4 mm nederbörd.